# Alebroides umari
Alebroides umari är en insektsart som beskrevs av Irena Dworakowska 1997. Alebroides umari ingår i släktet Alebroides och familjen dvärgstritar. Inga underarter finns listade i Catalogue of Life.